# Белашов (Волынская область)
Белашо́в (укр. Білашів) — село в Колодяжненской сельской общине Ковельского района Волынской области Украины.
Код КОАТУУ — 0722180401. Население по переписи 2001 года составляет 493 человека. Почтовый индекс — 45065. Телефонный код — 3352. Занимает площадь 0,315 км².